# Wang Li (Politiker)
Wang Li (王力, * 11. August 1922; † 21. Oktober 1996) war ein chinesischer Politiker in der Zeit der „Großen Proletarischen Kulturrevolution“. Er war stellvertretender Leiter der Abteilung für Internationale Beziehungen der Kommunistischen Partei Chinas (KPCh), sowie Propagandist und Ghostwriter des Politbüros. Seit 1966 war er auch Mitglied der Gruppe Kulturrevolution. Im August 1967 wurde er als „Linksextremist“ verhaftet. Nach 15 Jahren wurde er freigelassen und lebte bis zu seinem Lebensende in Peking.

## Leben
Wang Lis ursprünglicher Name war Wang Guanbin 王光賓. Er wurde in der kleinen Stadt Huai'an in der Provinz Jiangsu geboren. Bereits mit 14 Jahren trat er im Oktober 1935 der Kommunistischen Jugendliga bei und im Jahr 1939 wurde er Mitglied der Kommunistischen Partei Chinas. Im Jahr 1943 stellte ihn die KPCh als Redakteur der Parteizeitschrift „Kampf und Leben“ in Provinz Shandong ein. In jener Zeit begann er, mit dem Namen Wang Li zu unterschreiben. Nach dem Sieg Chinas gegen den japanischen Besatzer, wurde er Direktor der Abteilung für Landverteilung im ostchinesischen Gebiet Bohai. Gleichzeitig war er dort auch der Parteisekretär von dieser Abteilung und der Tutor der Trainingsgruppe zur Ausbildung der Kader für die Grundstücksreform. Später erhielt er den Posten des stellvertretenden Leiters der Abteilung für internationale Beziehungen im Zentralkomitee der Volksrepublik China.
Als Mitarbeiter der Abteilung für internationale Beziehungen, nahm er auch als Gastdelegierter dem ständigen Ausschuss des Politbüros der KPCh teil. Er beteiligte sich beispielsweise an den Verhandlungen zwischen der VR China und der Sowjetunion und reiste 10-mal nach Moskau. Auf diese Weise wurde er nach und nach zu einer einflussreichen Person in den obersten Führungsebenen der Kommunistischen Partei. Er wirkte an der Verfassung wichtiger politischer Aufsätze mit und schrieb auch selbst. Beispielsweise arbeitete Wang Li im Namen von Lin Biao an dem berühmten Werk „Es lebe lang der Sieg im Volkskrieg“ ("人民战争胜利万岁") mit.
Als Mao Zedong am Anfang der Kulturrevolution im Jahr 1966 beschloss, die „Gruppe Kulturrevolution“ einzurichten, wurde Wang Li gleich zu einem der Mitglieder dieser Gruppe.

## Wuhan-Zwischenfall
Am 20. Juli 1967 kam es in Wuhan zu dem so genannten Wuhan-Zwischenfall, der auch noch unter dem Namen „Zwischenfall des 20. Juli“ bekannt ist. Bei diesem Zwischenfall, gerieten zwei revolutionäre Fraktionen unter Beteiligung der lokalen Volksbefreiungsarmee aneinander. Der Wuhan-Zwischenfall war einer der spektakulärsten Aufstände während der Kulturrevolution, an dem Vertreter der politischen und militärischen Ebene teilnahmen.
Im Sommer 1967 wurde die Stadt durch mehrere neu entstandene  revolutionäre Gruppen in Unruhe versetzt. Mao Zedong schickte daraufhin die Gesandten Wang Li und Xie Fuzhi nach Wuhan. Am 19. Juli hielt Wang Li eine Rede, die zu noch größeren Anspannungen in der Stadt führte. Er vertrat in ihr die Auffassung, dass der größte Widerspruch in der Kulturrevolution eine Handvoll von Kapitalisten in Partei und Streitkräften seien. Daraufhin erschienen Soldaten vor dem Hauptquartier des Militärs und forderten, Wang Li möge herauskommen und sich persönlich erklären. Um Mitternacht wurden sie dabei durch die revolutionäre Gruppe „Eine Million Helden“ unterstützt. Als Wang Li darauf nicht reagierte, wurden die beiden Gesandten vom Mob mit Unterstützung der Militäreinheit 8201 entführt. Zhou Enlai hatte jedoch in den Verhandlungen Über die Freilassung von Wang und Xie Erfolg. Am 22. Juli kehrten beide Emissäre nach Peking zurück.
Aufgrund der sich ausbreitenden Unruhen und dem daraus folgenden Kontrollverlust im Land versuchte Mao Zedong, die Militärführung zu besänftigen, indem er die sogenannten Drei Kleinen Mitglieder der "Gruppe Kulturrevolution" – Wang Li, Guan Feng und Qi Benyu – opferte. Wang Li wurde vorgeworfen, dass er am 7. August eine Rede gehalten hatte, in der er das System der chinesischen Außenpolitik kritisiert habe. Dies wiederum veranlasste einige Linksextremisten, am 22. August die britische Botschaft in Brand zu setzen. Dieses Ereignis führte zu langfristigen unangenehmen Spannungen in den internationalen Beziehungen der VR China.
Am 30. August 1967 wurden die „Fehler“ der beiden Gesandten diskutiert: Wang Li wurde zum „Linksextremisten“ erklärt. Er wurde in das Gefängnis von Qinchen überführt, in dem er 15 Jahre einsaß. Dasselbe Schicksal traf Guan Feng und ab 1968 auch Qi Benyu. Der Vorgang ist als die "Wang-Guan-Qi-Affäre" in die Geschichte eingegangen.

## Ruhestand
1982 am dritten Plenum des 11. Kongresses des Zentralkomitees wurde Wang Li wieder auf freien Fuß gesetzt. Er bekam von dem Staat eine monatliche Rente und eine Wohnung in Peking gestellt, in der er mit seiner Frau den Rest seines Lebens verbrachte. Seit 1982 führte er ein ganz normales Leben: Im Ruhestand las er sehr gerne und verfasste selbst einige Werke. In manchen Bücherläden sah man ihn oft. Einige Geschichtsforscher, besonders diejenigen, die sich mit der „Großen Kulturrevolution“ beschäftigten, kamen ihm manchmal zum Besuch. Es wurde gesagt, dass er immer in der Lage war, die damaligen Umstände ziemlich objektiv zu schildern. In dem im Jahr 2003 vom Schriftenverlag des ZK der KPCh herausgegebenen Werk „Biographie von Mao Zedong (1949-1967)“, („毛泽东传 (1949-1967)“), wurden nicht wenige von Wang Li gemachte historische Angaben verwendet.
Am 21. Oktober 1996 starb er im Alter von 75 Jahren in einem Onkologiekrankenhaus an einem Tumor.

## Werke
- „An insider's Account of the Cultural Revolution: Wang Lis Memories“
- „Lishi jiang xuangao wo wuzui“ („History will pronounce my Innocent“)
- „Memories of a Year and Two Months“
- „Wang Li fansi lu: Wanh Li yi gao“ („Wang Li's Reflections“)
- „Wang Li tan Mao Zedong“ („Wang Li on Mao Zedong“)